# タウンハウジング
株式会社タウンハウジングは、東京都千代田区に本社を置く不動産会社。2025年1月31日現在、1都3県に直営店舗を139店舗展開し、年間賃貸仲介件数は70,376件で2024年成約件数ランキング4位である。
なお、東京都中央区日本橋に同じ社名の株式会社タウンハウジングという不動産賃貸とその仲介を行う会社があるが1994年に会社分裂ののち、現在は一切の関係はない。

## 沿革
- 1979年 - 会社設立、高田馬場にて営業を開始
- 1983年 - 管理部門を分離し株式会社タウンメンテナンスサービスを設立
- 2002年 - 管理メンテナンス部門を株式会社アレップスとし、仲介部門として株式会社タウンハウジング設立

## 受賞歴
- HOME'S接客グランプリ2013 - タウンハウジング上尾店（賃貸部門：全国1位）[3]。
- HOME'S接客グランプリ2014 - タウンハウジング八王子店（賃貸部門：全国1位）[4]。
- HOME'S接客グランプリ2022 - タウンハウジング立川店（賃貸部門：全国ランキング2位）[5]。
- HOME'S接客グランプリ2022 - タウンハウジング立川店（賃貸部門：東日本ランキング1位）[6]。タウンハウジング多摩センター店（賃貸部門：東日本ランキング6位）[7]。タウンハウジング恵比寿店（賃貸部門：東日本ランキング10位）[8]。
- 全国賃貸住宅新聞 2023年賃貸仲介件数ランキング 4位[9]。
- 全国賃貸住宅新聞 2024年賃貸仲介件数ランキング 2位[10]。

## 関連会社
- 株式会社アレップス
- 株式会社タウン住宅販売
- 株式会社アヴェントハウス
- 株式会社タウンダイニング
- 株式会社タウン引越サービス